# Golden Concord Group Limited
Golden Concord Group Limited (GCL) は、クリーンで持続可能な発電を専門とする国際的なエネルギーコングロマリットである。1996年に創設され、発電事業や電力小売事業などを手掛けており、現在は、電力・エネルギー事業に加え、エコカー、スマート交通、金融事業まで多角的に展開している。世界各地に約100箇所の拠点を有し、従業員は3万人を越える。発電所の運営を手掛けるGCL New Energyに加えて、世界最大級のウェハー・ポリシリコンの生産・供給を手掛けるGCL-Poly、太陽光パネルの生産からシステムインテグレーションを手掛けるGCL System Integration Technology (GCL SI) を含む上場企業5社の持ち株を所有している。2017年度"World’s Top 500 New Energy Enterprises"においてGE、パナソニックと並びトップ3の企業としてランクインしている。日本法人の事務所は、東京都千代田区丸の内2-6-1丸の内パークビルの20階。

## GCL-Poly
GCL-Poly Energy Holdings Limited (GCL-Poly) は、香港証券取引所 (3800.HK) に上場しているGCLのグループ企業で、2016年時点での太陽光パネルの原料となるウェハーの世界シェア30%、ポリシリコンの世界シェアの23%を供給している。

## GCL New Energy
GCL New Energy Holdings Limited (GCL New Energy) は、香港証券取引所 (0451.HK) に上場しているGCLのグループ企業で、2017年末時点での126基、総設備容量は5.1ギガワットの太陽光発電所を所有しており、世界第2位の規模を誇っている。

## GCL System Integration Technology
GCL System Integration Technology Limited (GCL SI) は、深圳証券取引所 (2506.SZ) に上場しているGCLのグループ企業で、太陽光パネルの生産から、システムインテグレーションまで手掛ける。ワンストップで最先端の統合エネルギーシステムを提供し、世界をリードする太陽エネルギー企業になることを目指している。太陽光パネルのモジュールの2017年度の販売量は、世界第6位となっており、Bloombergによる "Q4 2016 Company ranking Tier 1 PV module makers"では、Tier 1モジュールとして第2位にランクインされている。

## インドでのソフトバンクとの合弁
2018年4月、ソフトバンクグループの「ソフトバンク・ビジョン・ファンド」と、GCLのグループ会社であるGCL System Integration Technologyは、インドでの太陽光発電所建設のための合弁企業をアーンドラ・プラデーシュ州に設立する覚書を交わしたと発表した。合弁企業の出資比率は、ソフトバンク・ビジョン・ファンドを運営するSoftbank Investmentが60%、GCLグループが40%、総額9.3億米ドル (約990億円) の投資を予定。合弁企業は設備容量4ギガワットの太陽光発電所建設を計画しており、2ギガワットずつ2段階で導入する。合弁企業の事業には、太陽光発電のインゴット、ウエハー、バッテリー、モジュールの生産と販売が含まれている。

## 三井物産との次世代型インフラ事業の合弁
2018年6月、三井物産とGCLのグループ会社であるGCL-Poly Investmentとの間で、(1) デジタルインフラ、(2) スマートシティ・コミュニティ、(3) モビリティ関連インフラ分野における次世代型インフラ事業の開発・投資・運営を行う合弁会社MIT GCL Investment Limitedを設立する株主間協定書を締結した。